# Schreck (Siegburg)

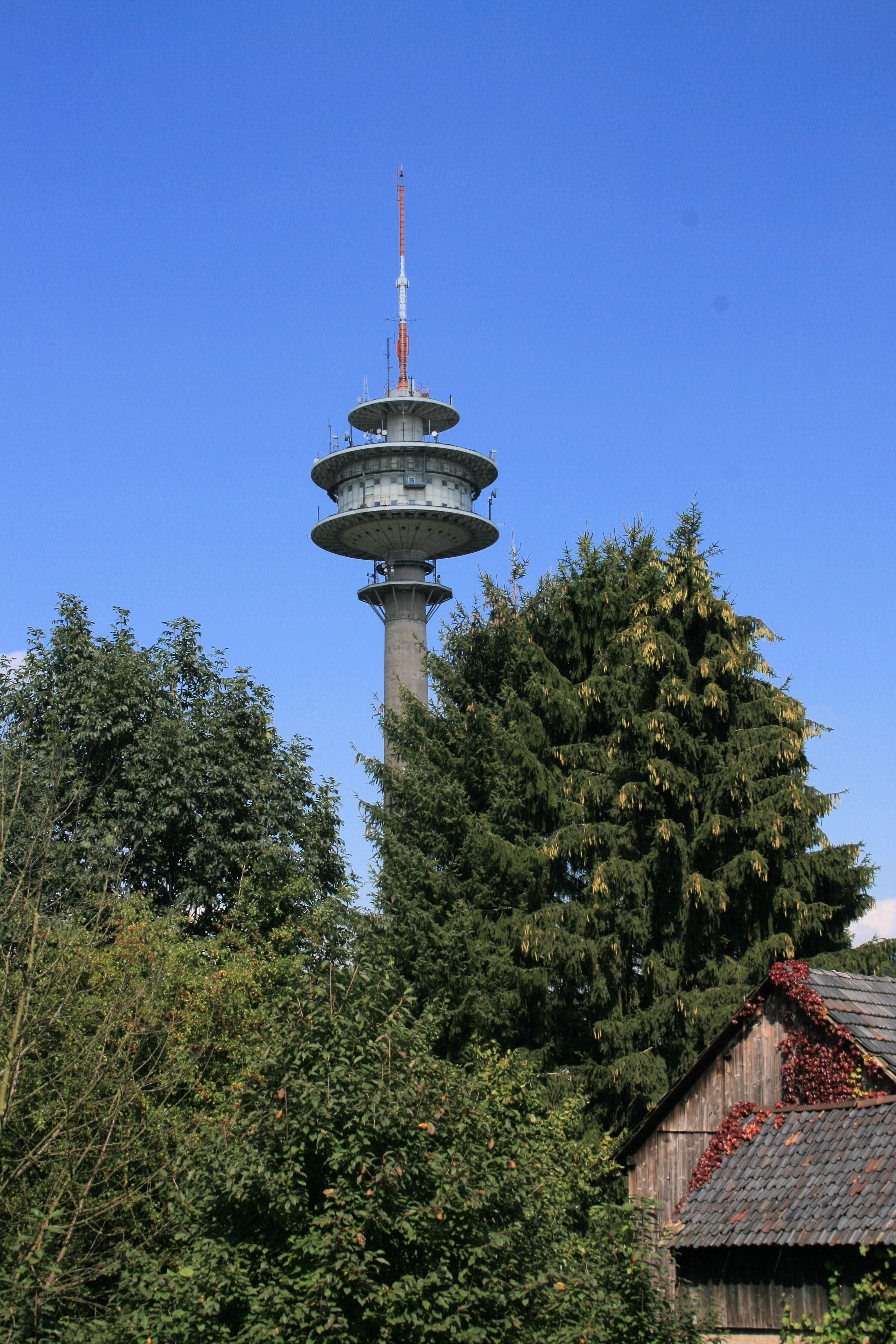
Der Fernmeldeturm Lohmar-Birk steht nahe der Grenze zu Siegburg-Schreck

Schreck ist ein Stadtteil von Siegburg im Rhein-Sieg-Kreis.

## Lage
Schreck liegt nördlich der Stadt Siegburg in 200–215 m ü. NHN an der Bundesstraße 56. Angrenzende Ortschaften sind die Lohmarer Ortsteile Heide, Birk, Hochhausen (Neunkirchen-Seelscheid) und die Siegburger Stadtteile Braschoß und Schneffelrath. Östlich von Schreck liegt die Wahnbachtalsperre.

## Geschichte
1910 waren für Schreck fünf Landwirtschaften vermerkt: die Ackerer Johann und Franz Lohausen, Johann und Peter Orth sowie Peter Pohl. Daneben gab es fünf weitere Haushalte mit Tagelöhner Josef Kemp, Maurer Josef Sinzig, Wirt Wilhelm Tritz, Fabrikarbeiter Peter Steimel und Schreiner Heinrich Trost. Historisch gehörte Schreck zur Gemeinde Braschoß im Amt Lauthausen (bis 1927 Bürgermeisterei Lauthausen). Am 1. Oktober 1956 wurde Braschoß nach Siegburg eingemeindet.